# Razziegalan 2000
Razziegalan 2000 var den 20:e upplagan av Golden Raspberry Awards och hölls 25 mars 2000. Galan hölls i vanlig ordning dagen före Oscarsgalan, och gav pris till de sämsta insatserna under 1999. Detta år delades det även ut specialpriser för det gångna decenniet, där Showgirls vann pris för Decenniets sämsta film.

## Vinnare och nominerade
| Sämsta film | Sämsta regissör |
| --- | --- |

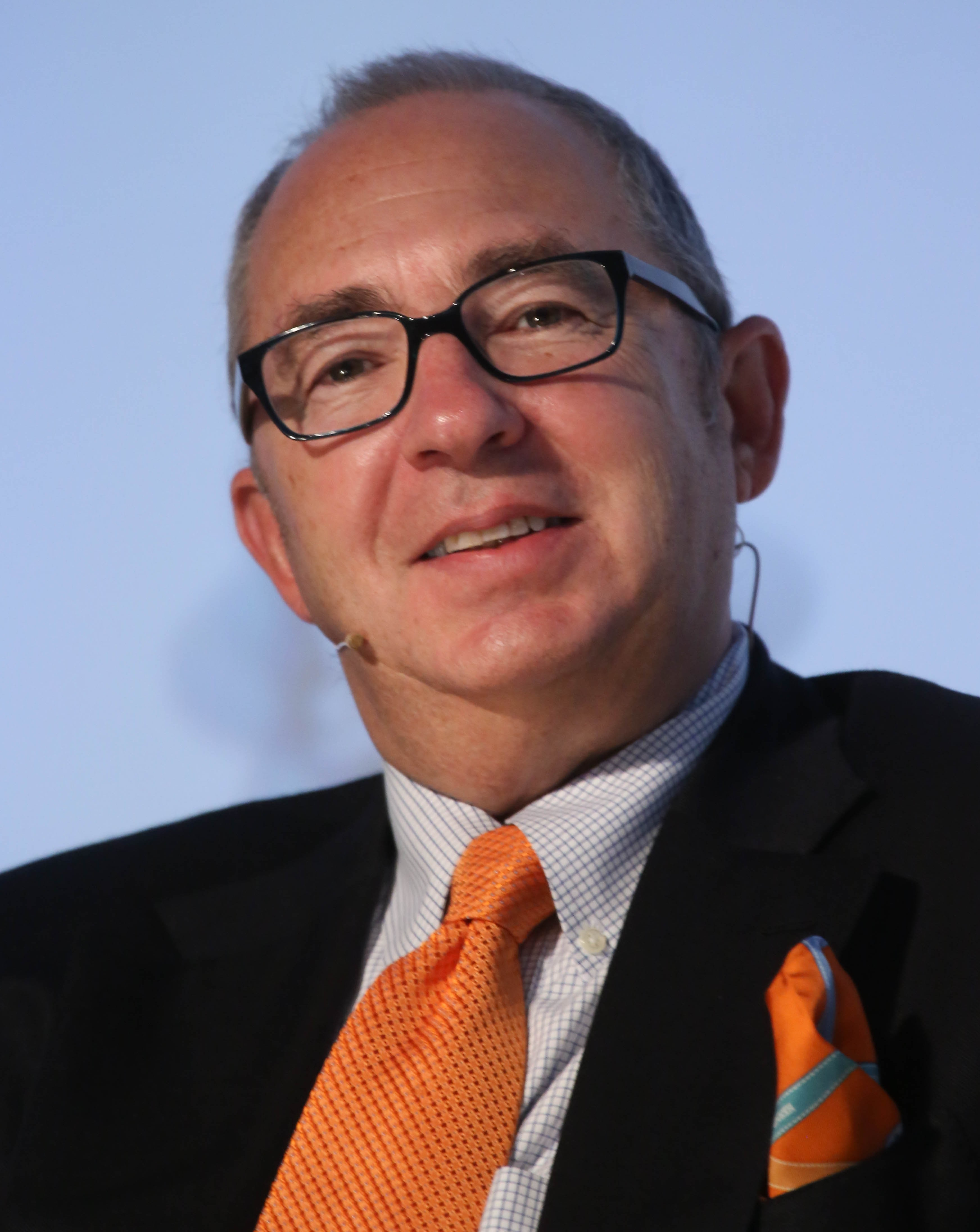
Barry Sonnenfeld,
Sämsta regissör

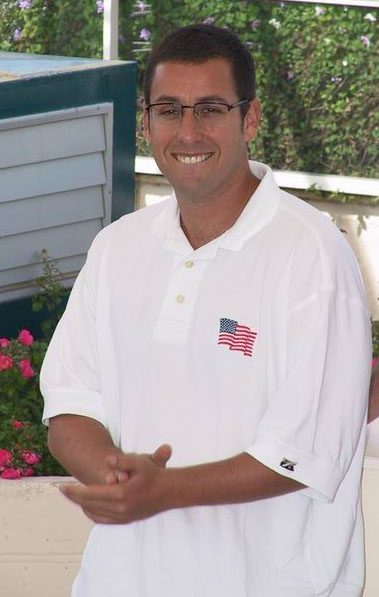
Adam Sandler,
Sämsta manliga skådespelare

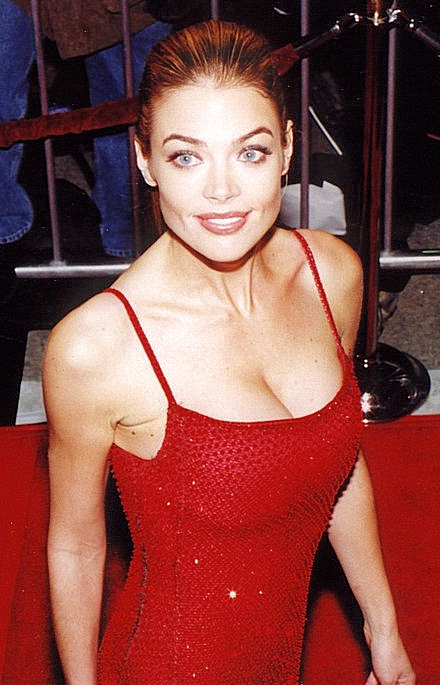
Denise Richards,
Sämsta kvinnliga biroll

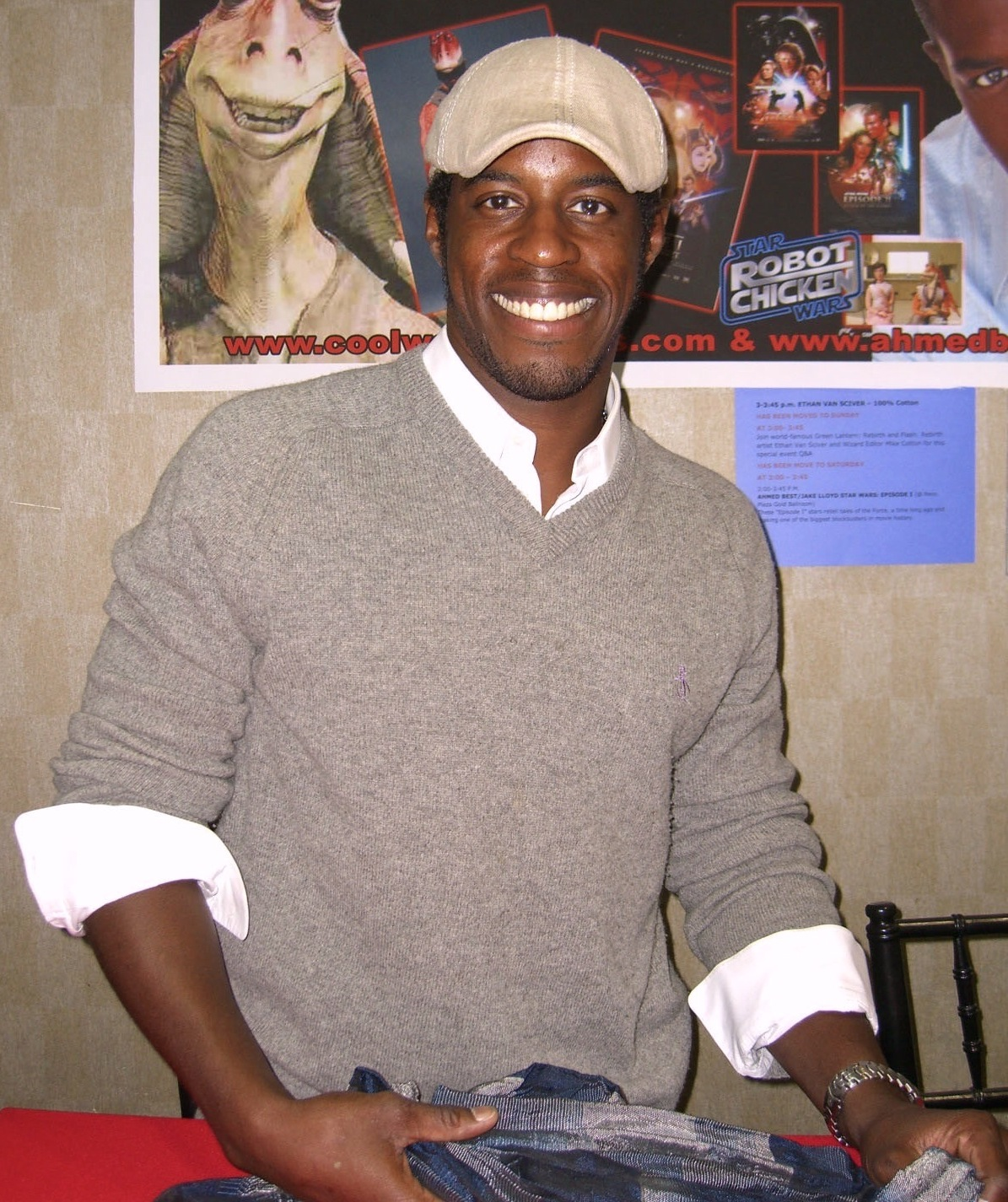
Ahmed Best,
Sämsta manliga biroll

| - Wild Wild West – Warner Bros. - Big Daddy – Columbia Pictures - The Blair Witch Project – Artisan Entertainment - The Haunting – DreamWorks SKG - Star Wars: Episod I – Det mörka hotet – 20th Century Fox | - Barry Sonnenfeld – Wild Wild West - Jan de Bont – The Haunting - Dennis Dugan – Big Daddy - Peter Hyams – End of Days - George Lucas – Star Wars: Episod I – Det mörka hotet |
| Sämsta manliga skådespelare | Sämsta kvinnliga skådespelare |
| - Adam Sandler – Big Daddy - Kevin Costner – For Love of the Game och Message in a Bottle - Kevin Kline – Wild Wild West - Arnold Schwarzenegger – End of Days - Robin Williams – 200-årsmannen och Jakob the Liar | - Heather Donahue – The Blair Witch Project - Melanie Griffith – Crazy in Alabama - Milla Jovovich – Jeanne d’Arc - Sharon Stone – Gloria - Catherine Zeta-Jones – Entrapment och The Haunting |
| Sämsta manliga biroll | Sämsta kvinnliga biroll |
| - Ahmed Best – Star Wars: Episod I – Det mörka hotet - Kenneth Branagh – Wild Wild West - Gabriel Byrne – End of Days och Stigmata - Jake Lloyd – Star Wars: Episod I – Det mörka hotet - Rob Schneider – Big Daddy                                                                                                   | - Denise Richards – Världen räcker inte till - Sofia Coppola – Star Wars: Episod I – Det mörka hotet - Salma Hayek – Dogma och Wild Wild West - Kevin Kline (som prostituerad) – Wild Wild West - Juliette Lewis – Den första kärleken                                                            |
| Sämsta manus | Sämsta filmpar |
| - Wild Wild West – Jim Thomas, John Thomas, S. S. Wilson, Brent Maddock, Jeffrey Price och Peter S. Seaman - Big Daddy – Steve Franks, Tim Herlihy och Adam Sandler - The Haunting – David Self - The Mod Squad – Stephen T. Kay, Scott Silver och Kate Lanier - Star Wars: Episod I – Det mörka hotet – George Lucas | - Kevin Kline och Will Smith i Wild Wild West - Pierce Brosnan och Denise Richards i Världen räcker inte till - Sean Connery och Catherine Zeta-Jones i Entrapment - Jake Lloyd och Natalie Portman i Star Wars: Episod I – Det mörka hotet - Lili Taylor och Catherine Zeta-Jones i The Haunting |
| Sämsta originalsång | |
| - Wild Wild West av Will Smith – Wild Wild West, musik & text: Stevie Wonder, Kool Moe Dee och Will Smith | |

### Filmer med flera vinster
| Vinster | Film           |
| ------- | -------------- |
| 5       | Wild Wild West |

### Sämsta under decenniet
| Decenniets sämsta manliga skådespelare | Decenniets sämsta kvinnliga skådespelare |
| --- | --- |
| - Sylvester Stallone för "99.5% av allt han NÅGONSIN gjort" - Kevin Costner för The Postman – budbäraren, Robin Hood: Prince of Thieves, Waterworld och Wyatt Earp etc. - Prince för Graffiti Bridge och Under the Cherry Moon etc. - William Shatner för "varje Star Trek-film han varit med i" - Pauly Shore för Bio-Dome, Jury Duty och California Man etc.        | - Madonna för Body of Evidence, Shanghai Surprise och Who's That Girl etc. - Elizabeth Berkley för Showgirls - Bo Derek för Bolero, En gång till älskling och Tarzan, apmannen etc. - Brooke Shields för Den blå lagunen, Endless Love, Sahara och Cannonball Run 3 etc. - Pia Zadora för Voyage of the Rock Aliens, Butterfly, Fake-Out och The Lonely Lady etc. |
| Decenniets sämsta film | Decenniets sämsta nya stjärna |
| - Showgirls (1995, United Artists) (vinnare av 7 Razzies) - An Alan Smithee Film: Burn Hollywood Burn (1998, Hollywood Pictures) (vinnare av 5 Razzies) - Höken är lös (1991, TriStar) (vinnare av 3 Razzies) - The Postman – budbäraren (1997, Warner Bros.) (vinnare av 5 Razzies) - Striptease (1996, Columbia & Castle Rock Entertainment) (vinnare av 6 Razzies) | - Pauly Shore för Bio-Dome, California Man och Jury Duty etc. - Elizabeth Berkley för Showgirls - Ahmed Best för Star Wars: Episod I – Det mörka hotet - Sofia Coppola för Gudfadern del III och Star Wars: Episod I – Det mörka hotet - Dennis Rodman för Double Team och Simon Sez                                                                              |